# P-8波賽頓海上巡邏機
P-8「波賽頓」（英語：P-8 Poseidon）是美国波音公司所设计生产的一种海上巡邏機，並以波音737-800客機作為開發基礎，用來取代服役已久逐漸老舊化的P-3C「獵戶式」（P-3 Orion）。P-8主要用途为海上巡邏、偵察和反潛作戰，機上配置有5個內置與6個外置武器掛載點。

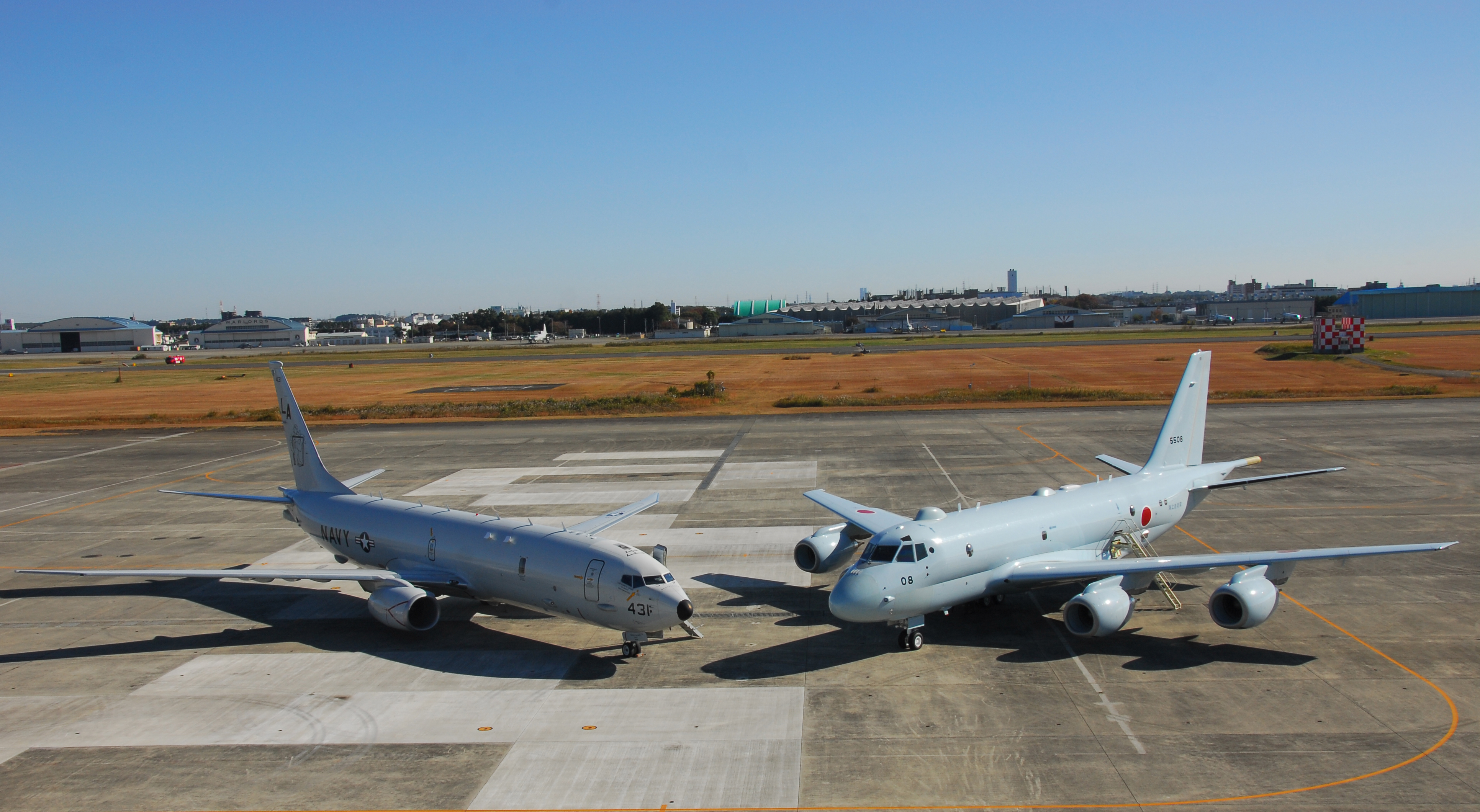
美国P-8（左）日本P-1（右）

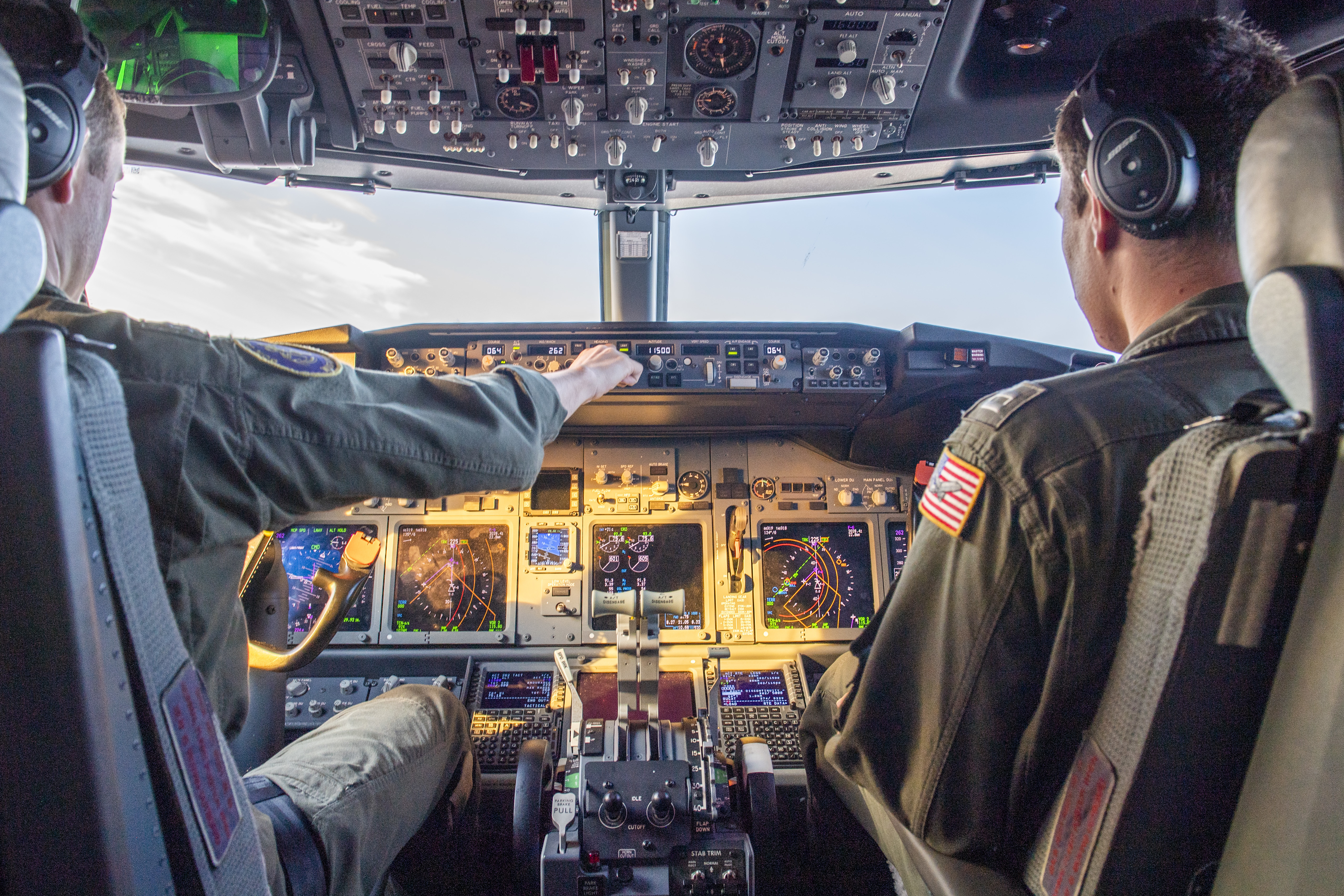
P-8A波賽頓海上巡邏機駕駛艙

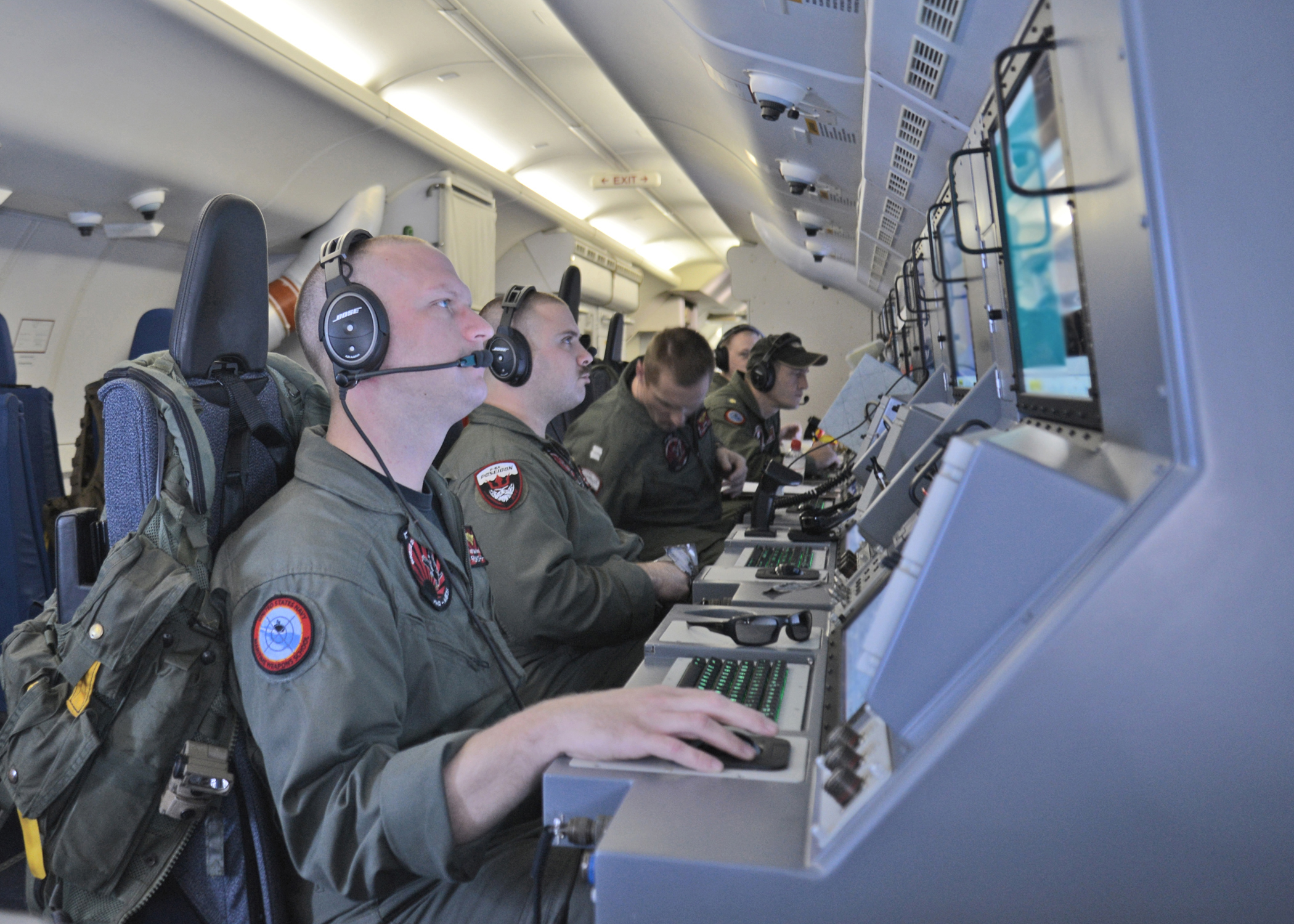
P-8A波賽頓海上巡邏機作業艙

## 設計
2000年6月10日，美國海軍航空系統司令部分別授予三家軍火商一份價值約為50萬美元的MMA（Multi-mission Maritime Aircraft，多重任務海上飛機）概念研究預算，這件計劃是1990年P-7反潛機計畫遭到停止後的延長戰，洛克希德提出的方案代號獵戶座21，以P-3的結構為基礎改良。波音公司的合約金額為49萬美元，其方案是在民用波音737-800的基礎上發展軍用型。貝宜系統方案是使用寧祿MRA4海上巡邏機的設計，但是這個方案在美國沒有任何的產業合作夥伴，貝宜意識到它們的方案無法在美國內軍工企業與軍方找到支持者，因此在2002年10月退出競標。在2004年5月14日，美國海軍宣布由波音公司成為MMA專案的勝出者。
2000年6月18日波音方案首度曝光，最初設想是以737客機的機翼前部加裝武器吊艙，內部全部打通裝載反潛設備。美軍在2004年6月與波音正式簽定工程開發合約，合約並告知美國海軍至少將採購108架此型飛機，而當時其它國家有至少200架仍在服役的P-3巡邏機，這個專案的海外訂單最後可能會有200架，計畫總價格將會超過150億美元。在主承包商之下，包括雷神、諾斯羅普·格魯曼、勢必銳航太系統公司、奇異電氣航空系統公司、馬歇爾航太暨國防公司、貝宜系統、瑪洛塔、CFM國際等廠商為主要次承包商。MMA計畫在2004年7月訂購了5架原型機，在2005年3月30日獲得制式軍用編號：P-8A。
供應軍方的軍用版本737波音是修改自波音737新世代飛機，稱之為737-800ERX，為使用了737-900主翼的737-800，美軍內還有波音C-40「快船」運輸機運用類似設計，為了供给機內電子設備足夠能量，因此P-8發動機附屬發電機進行替換，較原版的737-800高出一倍的電力輸出。P-8在機身中後段有一塊武器區，可內載5項彈藥，機翼共有4個武器硬點、機身有2個外部硬點，全機共有11個武器掛點。機腹武器區設有48管聲納浮標發射口，其中45管為一次性的外部裝填版本，3管則是可從內部再裝填的發射管，總共可酬載129枚聲納浮標。比P-3的螺旋槳動力有更大效能和巡航力，平均高出25%-30%，用來接替冷戰後時代的諸多海上巡邏機產物，並主打外銷市場，它由2具渦輪噴射發動機推動，使它的速度可與戰鬥機比擬，內部的大空間也能安裝更多裝備，翼下也能掛載更多武器。
洛克希德·馬丁公司的方案則主要集中在如何改進P-3C和EP-3使海軍能繼續使用它們到2040年。延長機身壽命，此外還要升級發動機和飛機的子系統，改善他們的續航力、可靠性和性能，最後兩者的方案都獲選，波音為下一代新飛機的建造者並開拓外銷來分擔成本，洛克希德則用於現有機群升級案。
與所有軍用版本的波音737或767一樣，P-8的所有組裝工作均於波音機場廠房進行，而不是在倫頓或艾弗雷特。
偵蒐設備
P-8的主力偵搜裝備為AN/APY-10雷達，舊名AN/APS-137D，後稱AN/APS-149沿岸偵測雷達系統。從舊代號可以了解，它是以往裝置在P-3巡邏機與S-3巡邏機的水面搜索雷達最新改良版本。該雷達全重僅408公斤，最大峰值功率為4千瓦，可兼作為氣象雷達與導航雷達運用之多功能雷達。AN/APY-10以兩種主要模式進行水面搜索任務：合成孔徑雷達模式與逆合成孔徑雷達模式。雷達以高解析度搜索時可辨識在29海浬（36公里）內雷達散射截面為1平方公尺的目標，在低解析度狀態下可在200海浬（370公里）內搜索雷達反射訊號10,000公尺的大型目標，系統可同時追蹤最多達265個的目標。目前P-8搜索潛艦潛望鏡大小的雷達訊號，在逆合成孔徑雷達模式下搜索距離可達32海浬（59.2公里）。
APY-10除了傳統反潛作戰需要的水面搜索能力，後續亦開發了沿岸監視模式，其雷達可以測繪出高精確度的陸地雷達圖像，甚至可以辨識出陸地載具。
在原型機時，P-8裝有磁異偵測器，但2008年以後的量產版本美軍決定取消它換取減重1,600公斤，改善飛行性能，低空水面偵測任務未來則由無人機頂替，在這之前的量產版本則在維修時拆除。但印度海軍版本則在該國要求下裝回。
除了水面追蹤雷達，P-8的機首裝設了L-3公司開發的MX-20HD光電偵蒐儀。原廠解說稱其具備紅外線/可見光整合影像模式，並支援三種不同波段的雷射測距與標定功能。

## 使用國
- 澳洲皇家空軍 –12架。

 印度
- 印度海軍 – 9架P-8I。第一批訂購8架，2016年7月追加訂購4架，[14]其餘3架預定於2021年完成交機。[15]

- 大韓民國海軍 - 訂購了6架P-8A，預定在2022年開始接機，但最後延至2024年6月才分兩批交付[16]。

 新西兰
- 紐西蘭皇家空軍 - 2018年訂購了4架，一架在2022年交機P-8A[17]。預定在2022年開始接機。

 挪威
- 挪威皇家空軍 - 2017年訂購5架 P-8A，[18]預定在2022至2023年間接機。

 英国
- 英國皇家空軍 – 2017年訂購9架客製化的P-8A，英國方面稱為海神MRA1。[19]2020年4月接收了第一批2架。

 美国
- 美國海軍 – 預計將購買122架P-8反潛機[4][20]至2019年1月已交付98架P-8反潛機。[21]美國海軍最終可能將採購138架P-8，但目前合約僅簽訂採購117架。[22]

 德国
- 德國聯邦國防軍空軍 – 美國國防部安全合作局（DSCA）在美東時間2021年3月12日宣布，批准出售德國5架P-8A反潛巡邏機以及相關設備，估計費用為17.7億美元[23]。

## 實戰經驗
美國海軍於2022年俄羅斯入侵烏克蘭期間，使用P-8A反潛巡邏機成功追蹤到俄羅斯海軍黑海艦隊的莫斯科號飛彈巡洋艦所在位置，並將相關資訊分享給烏克蘭海軍。後來，烏克蘭海軍根據美國海軍提供的情報，先以無人機分散莫斯科號的注意力，再發射兩枚海王星反艦飛彈直接擊沉此艦。

## 圖片

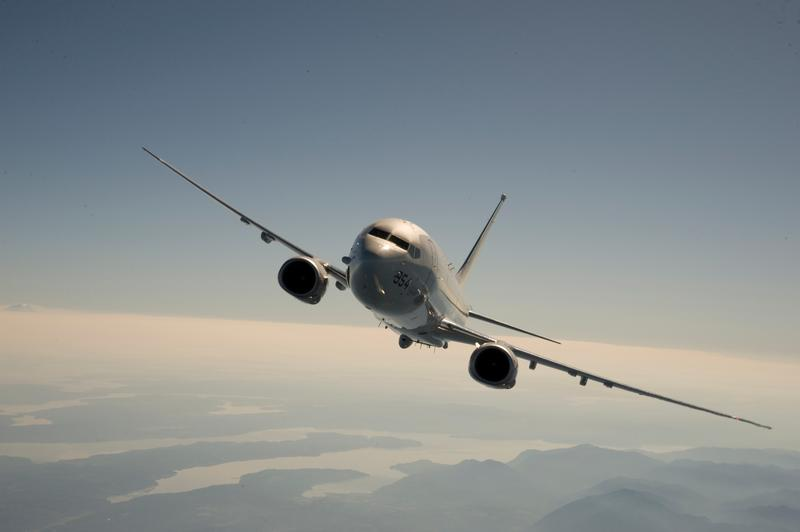
正在西北太平洋上空巡弋的P-8A
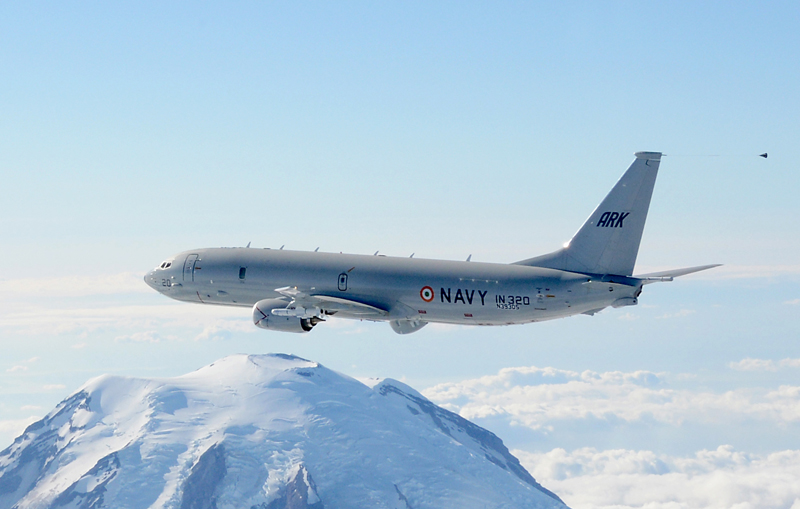
印度海軍的P-8I
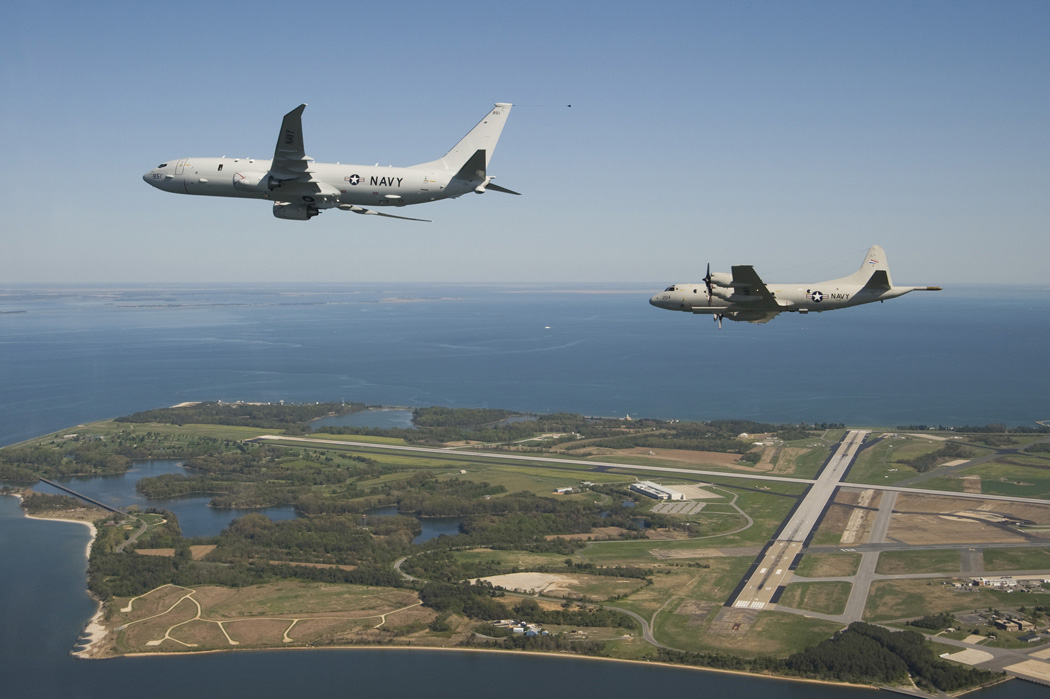
一架由海神整合測試小組操作的P-8A在派特森河海軍航空站附近的空域，與P-3獵戶座進行編隊飛行。攝於2010年4月。
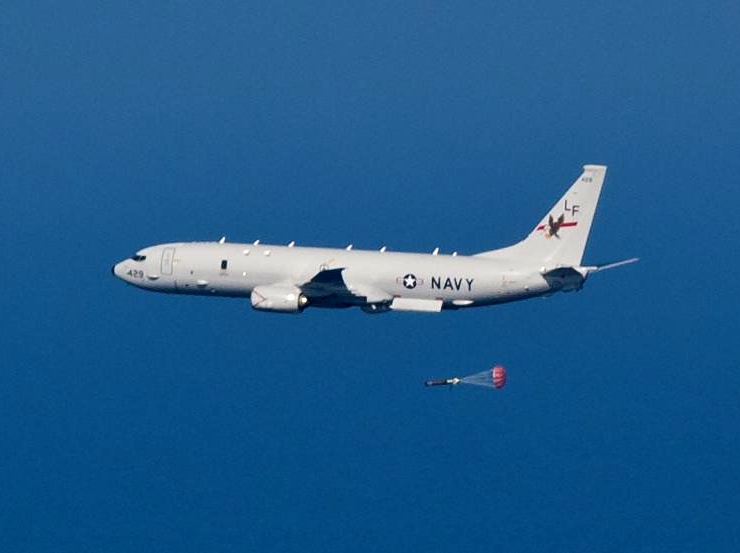
一架隸屬於美國海軍第16「戰鷹」巡邏中隊（Patrol Squadron Sixteen "War Eagles", VP-16）的P-8A正在投擲反潛魚雷。攝於2013年。
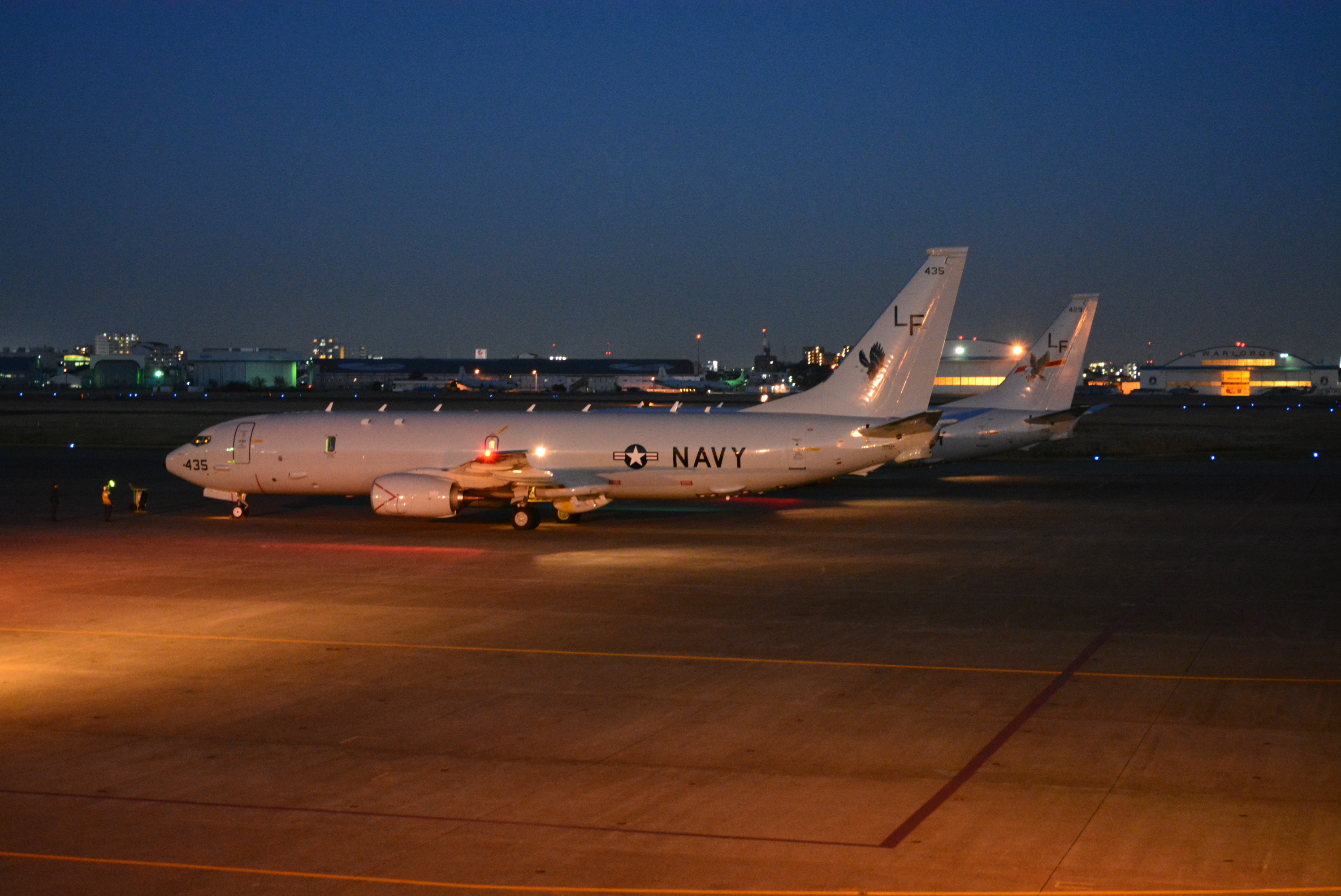
兩架隸屬於VP-16的P-8A在進行首次任務部署的途中，降落在日本神奈川縣的厚木海軍航空設施（NAF Atsugi）以進行油料補給。

## 參看
- P-3獵戶座海上巡邏機
- E-737空中預警機
- P-3AEW&C藍色哨兵式空中預警暨管制機

## 外部連結
- P-8 NAVAIR page（页面存档备份，存于） and P-8 fact file on Navy.mil（页面存档备份，存于）
- (PDF). Slideshow presentation (pdf). Boeing Australia. March 11, 2009  [23 April 2012]. （原始内容 (PDF)存档于2012年9月13日）.
- "U.S. OKs record $2.1 billion arms sale to India"（页面存档备份，存于）. Reuters, 16 March 2009
- "EP-X Program Starts To Take Shape"（页面存档备份，存于）. Aviation Week, 12 April 2009.